# John Clement Gordon
John Clement Gordon (1644-1726), à l'origine simplement John Gordon, évêque de Galloway, naquit en Écosse en 1644, et appartenait à la famille Gordon de Coldwells, près d'Ellon dans le Buchan dans l'Aberdeenshire.

## Biographie
Il devint aumônier dans la Royal Navy, puis chapelain du roi « à New York en Amérique », il était à cette date docteur en théologie ;  à ce moment-là, le siège de Galloway étant vacant, il bénéficia d'un congé d'élire en sa faveur émis le 3 décembre 1687. Il fut donc élu évêque le 4 février 1688, et consacré à Glasgow par John Paterson, archevêque de Glasgow.
Après ce qu'on appelle la « Glorieuse Révolution », il suivit Jacques II  (Jacques VII d'Écosse) en Irlande puis en France, et pendant qu'il résidait à Saint-Germain il assurait les services religieux de l'Église d'Angleterre aux protestants anglais, écossais et irlandais. Par la suite, cependant, il se convertit au catholicisme sous l'influence de Bossuet. Il semble qu'il ait été reçu secrètement dans l'Église romaine pendant son séjour en France, mais par la suite c'est à Rome qu'il abjura publiquement le protestantisme, devant le cardinal Giuseppe Sacripanti, cardinal protecteur de la nation écossaise.
Lors de son baptême sub conditione, il ajouta à ses prénoms celui du pontife régnant, et par la suite signa toujours John Clement Gordon. Le pape, qui souhaitait conférer un bénéfice lucratif au nouveau converti, demanda à la Sacrée Congrégation de l'Inquisition de procéder à une enquête sur la validité des ordinations protestantes de Gordon. Après une longue enquête ses ordres furent considérés comme nuls depuis le début. Le décret de l'Inquisition à cet effet fut promulgué le 17 avril 1704. Après quoi Gordon reçut le sacrement de la confirmation, et le pape Clément XI lui confèra la tonsure, en lui donnant le bénéfice de l'abbaye de Saint-Clément (abbazia di San Clemente a Casauria), et pour cette raison Gordon fut connu communément sous le nom d'abbé de Saint-Clément. Il est remarquable qu'il n'ait jamais reçu d'autres ordres mineurs dans l'Église catholique.
Il mourut à Rome en 1726. Il résidait dans les États pontificaux lorsque Jacques II s'y rendit avec sa cour en 1717. On le considère souvent comme l'auteur d'un livre controversé intitulé Pax Vobis, or Gospel Liberty, mais une telle attribution est maintenant considérée comme peu probable. Il fut le dernier évêque de Galloway dans l'Église d'Écosse, l'épiscopat y ayant été aboli en 1689.